# 샤보 오다지안
샤보 오다지안(Shavo Odadjian, 아르메니아어: Շավարշ "Շավո" Օդադջյան 샤바르시 "샤보" 오다지안, 1974년 4월 22일 ~ )은 아르메니아계 미국인 음악가이다. 시스템 오브 어 다운의 베이시스트로 잘 알려져 있으며, 사이드 프로젝트 Achozen에서도 활동하고 있다.